# スタジオビンゴ
スタジオビンゴ（Studio Bingo）は、東京都にあるアニメーションを制作しているスタジオ。

## 概要
2011年11月にアニメーターである土田ひろゆきが、設立したアニメ制作会社で、ストップモーション・アニメーションをメインに活動している。

## 作品

### みんなのうた
- ◆は、5分間1曲枠の楽曲（ロングのうた）
- 1.2つのゆびわ / 坂田めぐみ、坂田おさむ（2016年2月・3月放送）
- 2.金魚のジョン / ホタルライトヒルズバンド（2020年10月・11月放送）

### おかあさんといっしょ
- ポコポッテイト OPアニメーション
- かたっぽちゃん と かたっぽちゃん（2018年10月放送）
- 五匹のこぶたとチャールストン（2020年放送）

### えいごであそぼ
- BINGO
- GO TO SLEEP
- Santa,Wake Up

### えいごであそぼ with Orton
- Santa's Magic shop

### Benesse
- こどもちゃれんじ すてっぷ「ポルタおうのたから」
- こどもちゃれんじ おやこえいご「スポット 数編＆色編」（2003年）
- こどもちゃれんじ おやこえいごほっぷ「カントリー・シアター」
- Worldwide Kids English Step Up DVD『COLOR AND SHAPES シリーズ』

### その他
- テレビ東京 まみむめ☆もがちょ「マーリン＆キーコ劇場」
- TAKARA ポンポリー・ザ・ムービー
- TAKARA あおくび大根
- TAKARA E.C.工房第2弾プロモーションビデオ
- ケータイ捜査官7 特別映像『ケータイ変だ』
- BS-TBS 「ローマを夢見たアンコールワット」解説アニメーション
- グリコ・ジャイアントコーンTV-CM「へにゃせはるか」篇
- 経済産業省 PRムービー「ブロックタウン」
- miwa×ペネロペ コラボソング「スマイル」/ミュージックビデオ
- アクエリアス ビタミン「みんなで作ったデリーシャスCM」篇
- 吉野石膏 ソーラトン TV-CM
- 吉野石膏 タイガーボード TV-CM
- 参天製薬 ジクアス点眼液PV 2015年バージョン
- Find Job ! TVCM「伝説の勇者」篇
- フジ TVCM「フジ創業50周年記念」
- フカイ TVCM 「置き薬のフカイ♪」篇
- JAXA ショートアニメシリーズ
- ガンダム食玩「G FRAME/マイクロウォーズ/FW GUNDAM CONVERGE」PV
- ベルモニー TV-CM「ベルのチョウチョ篇/愛媛版＆高知版」